# 멕시코 제1제국의 행정구역
최초의 멕시코 제국은 다음과 같은 의도로 나누어졌다
- 라스 캘리포니아스
- 멕시코
- 누에보 멕시코
- 텍사스
- 누에바비스카야
- 코아우일라
- 누에보 레이노 데 레온
- 누에보 산탄데르
- 에스타도 데 옥시덴테
- 사카테카스
- 산 루이스 데 포토시
- 과나후아토
- 케레타로
- 푸에블라
- 과달라하라
- 옥사카
- 메리다 데 유카탄
- 바야돌리드
- 베라크루즈
- 과테말라
- 온두라스
- 엘살바도르
- 니카라과
- 코스타리카